# Évêque errant
Un « évêque errant » (du latin : episcopus vagans, traduit du grec χωρεπισϰόπος , khôrépiskopos,  chorévêque) est un évêque ayant reçu la consécration épiscopale mais qui n'est pas en communion avec l'Église catholique, ou une Église orthodoxe canonique, ou encore une Église protestante établie (Église d'Angleterre, Église de Suède). Ces évêques sont dits « errants » parce qu'ils n'ont pas d'évêché attitré.
Cela concerne, par exemple, des évêques catholiques qui ne sont pas en pleine communion avec le Saint-Siège. D'autres « évêques errants » (episcopi vagantes) ont, eux, préféré rejoindre, voire fonder, des Églises éloignées de Rome, faisant valoir la validité de leur sacrement.

## Doctrine catholique
L'Église catholique accorde la primauté du sacrement sur la communauté et considère qu'une consécration épiscopale suivant un rite canonique et par un évêque ordonné canoniquement est valide mais illicite. Pour elle, une personne canoniquement consacrée évêque le reste toute sa vie, même si elle n'est plus en communion avec le pape.
En effet, un catholique romain ou oriental ordonné à l'épiscopat sans mandat du pape est automatiquement excommunié et est donc interdit de célébrer les sacrements en vertu du droit canonique,. 
Cependant, en vertu du caractère sacramentel de l'épiscopat et du principe ex opere operato (« de par l’action opérée »), selon lequel l'efficacité d'un sacrement ne dépend pas des mérites de la personne qui accomplit ou qui reçoit le sacrement, cette ordination est considérée comme valide mais illicite. Cette doctrine, qui relève de la théologie sacramentelle, affirme que l’efficacité spirituelle d'un sacrement découle de son action même. La grâce divine particulière donnée par un sacrement, et en particulier la présence de l’Esprit-Saint, agissent de façon indépendante.
Cette doctrine est formulée dans le Catéchisme de l’Église catholique (no 1128) : 

« C’est là le sens de l’affirmation de l’Église (cf. Concile de Trente : Denzinger 1608) : les sacrements agissent ex opere operato (littéralement: « par le fait même que l’action est accomplie »), c’est-à-dire en vertu de l’œuvre salvifique du Christ, accomplie une fois pour toutes. Il s’ensuit que « le sacrement n’est pas réalisé par la justice de l’homme qui le donne ou le reçoit, mais par la puissance de Dieu » (St Thomas d’Aquin). Dès lors qu’un sacrement est célébré conformément à l’intention de l’Église, la puissance du Christ et de son Esprit agit en lui et par lui, indépendamment de la sainteté personnelle du ministre. Cependant, les fruits des sacrements dépendent aussi des dispositions de celui qui les reçoit. »

Cela signifie que, bien qu'excommunié et interdit d'exercer tout ministère sous l'autorité de l'Église catholique, un évêque ainsi ordonné est considéré comme ayant les pleins pouvoirs sacramentels d'un évêque, y compris celui d'ordonner d'autres évêques.

## Doctrine orthodoxe
Les Églises orthodoxes accordent la primauté à la communauté sur le sacrement, la consécration épiscopale ne peut avoir lieu qu'au sein d'une véritable communauté, une personne ne peut donc être évêque seule.

## Aujourd'hui
Il existe à l'heure actuelle un certain nombre de personnes ayant été consacrées à l'épiscopat et animant des groupes religieux dans la succession apostolique de telle ou telle Église. Beaucoup de ces évêques affirment descendre des sacres d'Arnold Harris Matthew de l'Église vieille-catholique romaine ou de ceux de Joseph-René Vilatte et de l'archevêque catholique vietnamien Pierre Martin Ngo Dinh Thuc.